# Catherine Marsal
Catherine Marsal (født 20. januar 1971 i Metz i Frankrig) er en tidligere kvindelig cykelrytter fra Frankrig. Hun har været verdensmester fire gange og kørte professionelt rundt om i verden. I en alder af 17 blev hun valgt til det franske olympiske hold for første gang. Siden da repræsenterede hun sit hjemland på fire sommer-OL: 1988, 1992, 1996 og 2000. Marsal trak sig tilbage i 2005, da hun blev rekrutteret af Team SATS Cycling til at blive sportsdirektør for det danske hold. Holdet blev nummer et på UCI ranking. I april 2015 blev Marsal ansat af Danmarks Cykle Union som træner for det danske kvindecykelhold.